# Blitzkrieg
Blitzkrieg (letterlijk: "bliksemoorlog") is een uit het Duits overgenomen term die in drie verschillende hoofdbetekenissen gebruikt wordt, als aanduiding voor drie te onderscheiden tactieken: de strategische overval, de gemechaniseerde bewegingsoorlog en de blitzkrieg in eigenlijke zin.

## Tactieken

### De strategische overval
Hierbij wordt de vijand door een verrassingsaanval op zijn centrale commandocentrum lamgeslagen en gedwongen tot een bijna onmiddellijke capitulatie. Een voorbeeld hiervan is Operatie Weserübung, de Duitse aanval op Noorwegen in april 1940. Ook de luchtlandingsaanval van de Duitsers op Den Haag, de tiende mei van dat jaar, was een mislukte poging tot een strategische overval. Begin 21ste eeuw zijn effects-based warfare en shock and awe verwante termen in deze zin. Het is in deze betekenis dat het woord vermoedelijk eind jaren twintig in Duitsland ontstaan is, niet bij professionele militairen, maar in populaire weekbladen, die toen volstonden met geopolitieke beschouwingen over hoe Duitsland ook zonder een groot leger toch aan de nodige Lebensraum zou kunnen komen: door het uitvoeren van een aantal oorlogen, begonnen met een strategischer Überfall, die bliksemsnel voorbij moesten zijn, anders waren de voorraden grondstoffen, olie en munitie op. Duitse beroepssoldaten vonden dit maar zweverige onzin en stonden een gedegen voorbereiding van een zeer lange oorlog voor. Een hardnekkige legende wil dat het woord pas op 25 september 1939 in Time Magazine gebruikt zou zijn na de Duitse inval in Polen.

### De gemechaniseerde bewegingsoorlog

#### Typering
Deze tactiek is een moderne variant op de oude methode om de vijand te verslaan door de eigen troepen te concentreren - in de gangbare Duitse terminologie stammend uit de negentiende eeuw heet dat het vormen van een Schwerpunkt - op één of meerdere van zijn zwakke punten. Nadat zijn front aldaar doorbroken is, wordt hij door een zo snel mogelijke opmars omvat, zodat hij afgesneden wordt van bevoorrading en zelf niet meer kan manoeuvreren. Hierna volgt zijn vernietiging door concentrische aanvallen, de zogenaamde Kesselschlacht. Later vatte men dit alles pakkend samen onder de omschrijving Keil und Kessel.
De klassieke voorbeelden van de oudere niet-gemechaniseerde Bewegungskrieg zijn de campagnes van het Pruisische leger in de Duitse Oorlog met Oostenrijk-Hongarije in 1866 en in de Frans-Pruisische Oorlog van 1870-1871. In beide gevallen was — door een snelle ontplooiing van staande troepen en mobilisatie van reservisten dankzij het spoorwegnet en een goede organisatie — de vijand binnen twee maanden effectief verslagen.
Door de ontwikkeling van de tank in de Eerste Wereldoorlog en het op ruime schaal ter beschikking staan van vrachtwagens, kon deze klassieke strijdmethode sterk aan effectiviteit toenemen. De sleutelingrediënten waren het gebruik van moderne technologie, zoals de inzet van duikbommenwerpers als een vorm van langeafstandsartillerie, de inzet van tanks om doorbraken te forceren, de gecombineerde inzet van tanks en gemotoriseerde infanterie voor het uitvoeren van diepe penetraties en omsingelingen, en de decentralisering van bevelvoering. Pantsereenheden, ondersteund door infanterie, artillerie en vliegtuigen, hadden als taak op vitale punten aan te vallen, door concentratie tot een doorbraak te komen en door een zo te vormen corridor de vijandelijke legers te omsingelen. Uiteraard kon de communicatie niet meer via telefoonlijnen worden onderhouden. In plaats daarvan werden bevelen via draagbare radiocommunicatieapparatuur doorgegeven en werd veel persoonlijk initiatief van lagere commandanten verwacht. Nadat de vijand zo ingesloten was, kon hij in samenwerking met de infanteriedivisies verslagen worden.

#### Ontwikkeling doctrine
Deze methode was een reactie op de statische uitputtingsoorlog waarin de Eerste Wereldoorlog was ontaard. Die oorlog was in het westen gekenmerkt door de stellingenoorlog, waarbij infanterie in loopgraven verdekt was opgesteld. Deze loopgraven vormden samen met kazematten een sterke verdediging: elk offensief kostte vele tienduizenden levens en leverde slechts enkele kilometers terreinwinst op. De komst van de tank, de toepassing van concentratie bij de infanterieaanval en het steeds meer inzetten van vrachtwagens brachten aan het eind van de oorlog de eerste doorbraak en een gedeeltelijke terugkeer naar de gewenste bewegingsoorlog.
In de jaren dertig werd deze tactiek bij alle belangrijke strijdmachten, die van de Sovjet-Unie, Frankrijk, Duitsland en het Verenigd Koninkrijk, de heersende doctrine. Doordat echter geen enkel land de financiële middelen bezat om zijn legers geheel te mechaniseren, was ieder leger sterk verdeeld over de vraag of de prioriteit bij de motorisering (vrachtwagens) of mechanisering (tanks) moest liggen.

##### Sovjet-Unie en Frankrijk
Bij de Sovjet-Unie en Frankrijk wonnen de voorstanders van de tank het: beide landen besloten tanks te gaan gebruiken voor doorbraken. Het erbarmelijke Russische wegennet maakte de inzet van rupsvoertuigen noodzakelijk. Frankrijk had een tekort aan mankracht (de Franse natie had in tegenstelling tot de andere naties in West-Europa geen sterke bevolkingstoename gekend) en wilde dat compenseren door mechanisering. Het Rode Leger zocht het in de kwantiteit en bouwde een enorme massa goedkope lichtere tanks (T-26); het Franse leger meer in de kwaliteit en schafte als enige ter wereld een effectieve, maar zeer dure, hoeveelheid zware doorbraaktanks aan (Char B1 bis).

##### Duitsland en het Verenigd Koninkrijk
In Duitsland en het Verenigd Koninkrijk echter lag de klemtoon eerst op de aanschaf van vrachtwagens. Het kleine Britse leger werd geheel gemotoriseerd. Toen echter de spanningen met Duitsland na 1938 sterk toenamen, ging men plannen maken voor de massaproductie van tanks en het (na een experiment begin jaren dertig) opnieuw formeren van pantserdivisies.
De Duitse geschiedenis is erg complex. Vlak na de Machtergreifung door Hitler werd om politieke redenen besloten een apart onafhankelijk Tankwapen te vormen. Op die manier wilde men zich symbolisch losmaken van het Verdrag van Versailles dat Duitsland verboden had zware pantservoertuigen te bezitten. Nadat de eerste drie pantserdivisies opgericht waren, kregen de voorstanders van motorisering de overhand. Ze zorgden ervoor dat er meer geld naar de aanschaf van vrachtwagens ging en verdeelden die zo veel mogelijk over de verschillende infanteriedivisies. Ook een belangrijk deel van de tanks werd over de infanteriekorpsen en cavaleriedivisies verspreid. Dit was natuurlijk tegen de zin van de militairen van het tankwapen. Een van hen, Heinz Guderian, publiceerde in 1937 een boek Achtung: Panzer! (Tanks!) waarin hij de bouw bepleitte van zwaardere tanks voor de doorbraak - die, vanzelfsprekend, bij het tankwapen gebundeld moesten worden. Eind 1938 werd het beleid inderdaad in deze zin veranderd. Geleidelijk werden de tanks weer samengebracht in alleen pantserdivisies (bij de cavaleriedivisies lukte dat door gewoon de naam te veranderen). Door grote vertragingen in de bouw van de zwaardere tanktypen, verbood de officiële Duitse doctrine echter het gebruik (of misbruik) van de dure pantsereenheden voor een doorbraak: die mochten slechts het succes van de infanteriedivisies uitbuiten.

#### Cavalerie- en infanterietanks
Duitsland had als enige een apart Tankwapen en die organisatie bepaalde het tankontwerp: men bouwde tanks die in principe zowel voor de doorbraak als de bewegingsfase geschikt waren. Toen de Duitse Infanterie en Cavalerie ook tanks in hun organisatie opnamen, leidde dat niet tot de bouw van aparte typen. In de andere landen echter waren de tanks over Infanterie en Cavalerie verdeeld, waarbij een arbeidsverdeling toegepast werd: de infanterie-eenheden legden zich toe op de doorbraak en de cavalerie-eenheden op de beweging. Ze ontwikkelden voor die verschillende taken dan ook speciale tanks. Infanterietanks waren langzamer met een geringer rijbereik; cavalerietanks wat minder bepantserd.

#### Aanval en verdediging
Omdat alle landen dezelfde doctrine hadden, zouden ze in geval van oorlog niet alleen volgens die doctrine kunnen aanvallen, maar ook aangevallen worden. Hoe moest men zo'n aanval afslaan?
De Britten, Fransen en Duitsers meenden dat men het best een sterke verdedigingslinie kon aanleggen die zich over het hele front uitstrekte. De infanteriedivisies die zo'n linie moesten bemannen, werden uitgerust met grote hoeveelheden antitankkanonnen. Omdat de bepantsering van de toenmalige tanks vrij zwak was, hoefden die kanonnen niet erg zwaar te zijn en deze methode was dus erg goedkoop en ook bij kleinere landen populair. Antitankkanonnen beschermden echter alleen tegen tanks en ze deden dat zo effectief dat het betwijfeld moest worden of de vijand überhaupt tanks voor de doorbraak zou inzetten. Er moest dus ook een verdediging komen tegen infanteriedoorbraken. Daarvoor kon men tanks ingraven, maar ook een fortenlinie aanleggen (Maginotlinie, Siegfriedlinie). Mocht de vijand echter onverhoopt tóch doorbreken, dan moesten zijn oprukkende tankspitsen afgesneden en vernietigd worden door een achter de hand gehouden pantserreserve. Daarvoor waren de cavalerietanks het meest geschikt.
De Sovjet-Unie koos echter voor een andere verdedigingstactiek. Er werden wel grensfortificaties aangelegd (Stalinlinie) maar de verdediging wilde men net zo voeren als de aanval: als een bewegingsoorlog. De vijand zou de diepte van Rusland ingelokt worden om hem dan met de massa van het leger te omsluiten en vernietigen: eigenlijk een kopie van de aanvalsoorlog - maar nu zou de vijand zo vriendelijk zijn zelf de fatale beweging uit te voeren.

#### Theorie en praktijk
De gemechaniseerde bewegingsoorlog vergt een grote deskundigheid, maar eigenlijk had alleen Duitsland het talent en de opleidingstradities om hem professioneel uit te voeren. De andere landen beseften dat heel goed en probeerden, ieder op eigen wijze, dat probleem te omzeilen.
De Britten hielden hun leger heel klein zodat het een zeer hoog aandeel aan ervaren beroepsmilitairen bezat. In Frankrijk bepleitte kolonel Charles de Gaulle de oprichting van een soortgelijk kernleger van beroepsmilitairen die alle gemechaniseerde eenheden moesten bemannen. Men vreesde echter voor de politieke betrouwbaarheid van zo'n eliteleger en zou ook geen enkele competente officier voor de normale divisies overgehouden hebben. Men probeerde de aanval daarom maar zoveel als mogelijk was te vermijden; in ieder geval moest een offensief zo methodisch mogelijk zijn en strak onder controle gehouden worden om ook in de bewegingsfase steeds met een beslissende overmacht aan troepen te kunnen opereren.
Stalin zocht het advies van tacticus generaal Pavlov toen hij na het officierenkorps goeddeels te hebben uitgemoord in de Grote Zuivering twijfel kreeg over de gevechtskracht van het Rode Leger. Pavlov vertelde Stalin de ongezouten waarheid dat er nu geen hoop was op een succesvolle verdediging door manoeuvres. Hierop paste de Sovjet-Unie zich vanaf 1938 aan de standaardmethode aan en verdeelde zelfs als enige land tanks onder de normale infanteriedivisies om een lineaire verdediging te versterken.

### Blitzkrieg in eigenlijke zin

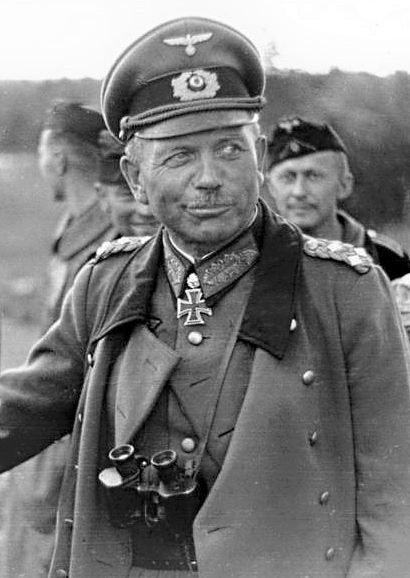
Heinz Wilhelm Guderian, de vader van de Ware Blitzkrieg

Soms gebeurt het dat al bij het uitvoeren van de bewegingsfase van de gemechaniseerde bewegingsoorlog de vijandelijke verdediging volledig in elkaar stort zodat er geen afsluitende vernietigingsslag meer hoeft te volgen. In dat geval is de oorlog inderdaad bliksemsnel voorbij. Op zichzelf is zo'n feitelijk gebeuren niets anders dan een variant van de bewegingsoorlog. Iedere aanvaller hoopt dat het zo zal aflopen - maar hij rekent er meestal niet op.
Maar men kan er ook wél van uitgaan. In dat geval wordt die variant tot een aparte tactiek: en daarvoor gebruiken professionele tactici het woord blitzkrieg, ter onderscheid met andere betekenissen ook wel de Ware Blitzkrieg (True Blitzkrieg) genaamd.
De snelle doorbraken en diepe penetraties zorgen bij de tegenstander voor paniek, terwijl het organiseren van verdediging een te complexe zaak wordt, waartegen verouderde bevelstructuren vaak niet opgewassen zijn. Om deze reden ligt de nadruk op het in beweging blijven. De beweging en verdere ontwikkeling van de aanval zijn in deze doctrine een wapen op zich, omdat de tegenstander hierdoor uit balans blijft. Na een doorbraak hebben de tanks dan alleen te kampen met bevoorradingseenheden, verkenningseenheden en statische garnizoenen. Penetraties na een doorbraak kunnen wel honderden kilometers diep zijn, de omsingelde vijandelijke legers honderdduizenden manschappen tellen. De omsingelende legers mogen dan kleiner zijn, maar door de omsingeling ontstaat bij de ingesloten legers een totale wanorde in de bevelvoering en het afsnijden van de bevoorrading leidt tot gebrek aan brandstof en munitie.
Een aanval is pas een opzettelijke blitzkrieg als de hele planning gebaseerd is op de vooronderstelling van een snelle ineenstorting van de vijand:
- De doorbraak wordt gerealiseerd door een extreme concentratie ("smalle front") - ervan uitgaande dat de vijand in paniek is zal hij dus niet in staat zijn de smalle corridor van oprukkende troepen af te snijden.
- Er worden geen grote hoeveelheid infanteriedivisies ingezet: die zijn overbodig want de vijand zal immers toch spontaan uiteenvallen.
- De logistiek is volledig gericht op de brandstofvoorziening van de gemechaniseerde eenheden: die moeten in staat worden gesteld om (liefst in één keer) de opmars over de volle strategische diepte van het vijandelijke territoir te voltooien.
- De oprukkende pantsereenheden maken zich niet druk om tegenaanvallen: de vijand zal die immers niet kunnen organiseren, want hij is in totale verwarring. Er kan dus zonder enig gevaar worden opgerukt, dit vormt geen enkel risico. Ze graven zich dus niet in ter consolidatie.

Het zal uit deze beschrijving al duidelijk zijn dat een echte blitzkrieg een bijzonder riskante onderneming is. Alles hangt af van de vraag of de inschatting dat de vijand in elkaar zal storten de juiste geweest is. Heeft men zich daarin vergist dan gaan de aanvallende eenheden reddeloos verloren. De blitzkrieg werd dan ook door alle legers als algemene tactiek afgewezen, ook door het Duitse. Die afwijzing was niet alleen impliciet: men kende de theorie door de geschriften van de Britten generaal John Fuller en Basil Henry Liddell Hart. Fuller had al in 1918 een soort blitzkrieg voorgesteld om Duitsland in één klap te verslaan: het "Plan 1919". Omdat de Duitsers toentertijd nauwelijks tankeenheden bezaten voor een tegenaanval, had zo'n plan kans van slagen. Na de oorlog geloofde Fuller zelf niet meer dat zoiets tegen moderne legers nog zou lukken: hij werd echter zeer bekend door het propageren van mechanisering in het algemeen. Daarbij stond hij eenheden voor die zo veel mogelijk uit tanks bestonden, iets wat, zoals boven vermeld, door zowel zijn eigen land als Duitsland zou worden afgewezen. Liddell Hart, hoewel in WO I dienend als militair, was meer een studeerkamergeleerde die door bijna niemand gelezen werd.
Dit alles roept de vraag op waarom hetzelfde woord gebruikt wordt voor drie weliswaar verwante, maar toch te onderscheiden verschijnselen. Dat is niet het gevolg geweest van een simpele begripsuitdijing, maar werd veroorzaakt door een vreemde samenloop van omstandigheden tijdens de Tweede Wereldoorlog.

## Tweede Wereldoorlog

### Polen
Tijdens de aanval op Polen (Fall Weiss) voerde Duitsland een klassieke Kesselschlacht uit. Een kleine afwijking van de doctrine was dat men, gedwongen door een tekort aan geoefende infanteriedivisies, pantserdivisies moest inzetten bij het breken van het Poolse front. De Polen werden sneller verslagen dan verwacht. Ten dele kwam dat door een onvolledige mobilisering (men had Hitler niet willen provoceren), ten dele door de aanval in de rug door het Rode Leger. De verrassend snelle nederlaag deed het Amerikaanse tijdschrift Time spreken van een blitzkrieg. Het woord had toen nog een erg vage betekenis en verwees losjes naar een strategic assault.

### Lage Landen
Hitler beval hierna zo snel mogelijk de Lage Landen te veroveren, voordat de groeiende geallieerde voorsprong in de tankproductie iedere aanval onmogelijk zou maken. De generaals kwamen met een aanvalsplan dat volledig steunde op het feit dat een Duitse infanteriedivisie meer vrachtwagens had dan een Franse divisie. Men wist dat de geallieerden hun hoofdweerstandslijn tussen Antwerpen en Namen wilden vormen. Door snel op te rukken hoopte men de vijand te overvallen nog voordat hij zich daar had kunnen ingraven. De ongeëvenaarde stootkracht van de Duitse infanterie zou hem dan terugwerpen op de Somme. Dit plan voorzag dus in een frontale aanval zonder omvatting en Kesselschlacht, recht tegen de vijandelijke hoofdmassa in. Het was derhalve in strijd met de doctrine.
Begin 1940 bleek dat steeds meer gemotoriseerde Britse divisies in Noord-Frankrijk geconcentreerd werden. Die zouden sneller kunnen oprukken dan een normale Duitse divisie. Er moest dus een ander plan komen. Erich von Manstein keerde terug tot de klassieke methode en plande een omvatting van de vijand via een opmars door de Ardennen, een echte gemechaniseerde bewegingsoorlog. Maar géén echte blitzkrieg: men zou oprukken op een breed front; met een grote massa infanteriedivisies; de logistiek was gericht op het bevoorraden van de hoofdmassa van het leger; de pantserdivisies moesten - overigens met hun infanteriecomponent, dus zonder gebruik te maken van hun tanks - bruggenhoofden over de Maas vestigen om na het veroveren en consolideren van een dominante positie gezamenlijk met de infanteriedivisies de Kesselschlacht uit te voeren. De vier onderscheidende kenmerken van de blitzkrieg ontbraken dus.

#### Guderian en Rommel scheppen de echte blitzkrieg
Op de zevende dag van de uitvoering van dat plan, 16 mei 1940, trokken generaals Heinz Guderian en Erwin Rommel zich er echter niets meer van aan en rukten met hun tanks zo snel mogelijk op naar het westen in plaats van te consolideren, zelfs geen gehoor gevend aan directe bevelen te stoppen. Op die manier stelden ze het Duitse opperbevel voor een voldongen feit. Ze wisten namelijk dat de Fransen de strategische fout gemaakt hadden al hun cavalerietanks in België in te zetten. Omdat de infanterietanks ongeschikt waren voor een bewegingsoorlog was er geen effectieve pantserreserve meer over om een snelle Duitse opmars te bedreigen. Inderdaad scheen de geallieerde verdediging in elkaar te storten. Het Duitse opperbevel begon met frisse tegenzin toe te geven dat het nemen van wat meer risico gerechtvaardigd leek. Op 20 mei kregen de pantserkorpsen, na een afgedwongen pauze van drie dagen, toestemming op te rukken naar Het Kanaal; op 21 mei schrok men even flink van een Britse tegenaanval bij Arras maar op 22 mei mochten de pantserdivisies beginnen Boulogne en Calais in te nemen. Toch wenste Hitler dat ze zouden wachten op de infanteriedivisies voor een afsluitende Kesselschlacht - maar voor het echt zover kon komen, werden de ingesloten troepen voor een belangrijk deel uit Duinkerke geëvacueerd.

### Interpretaties
Frankrijks val kwam voor de wereld als een enorme schok: het land werd algemeen gezien als de sterkste militaire mogendheid - en nu was het in zes luttele weken verslagen. Men stond voor een raadsel. Zoveel overwinningen in zo'n korte tijd: dat moest wel te danken zijn aan een revolutionair nieuwe strijdmethode - dat was zeker die blitzkrieg. Maar wat hield die nu precies in?

#### Britse visie
In Engeland stonden al twee Britten klaar om haarfijn uit te leggen wat blitzkrieg inhield: Fuller en Liddell Hart. Zij hadden dit alles al jaren geleden voorspeld, maar niemand had toen willen luisteren, zodat men nu weerloos stond tegenover de Duitsers, die als enigen wél hadden opgelet. Hun gelijk was nu bevestigd. Fuller kon als fascist niet te veel op de voorgrond treden, maar hij droeg anoniem bij aan een berg publicaties voor het informeren van het grote publiek en het instrueren van het snel groeiende leger. Het Duitse succes, zo leerde hij, was veroorzaakt door het concentreren van grote hoeveelheden tanks in pantsereenheden. Liddell Hart kreeg de status van een ware goeroe op het gebied van tanks (in 1938 had hij al een tijd een prominente adviseurspositie bekleed). Hij maakte iedereen duidelijk dat alles afhing van een snelle opmars terwijl men echte gevechten vermeed. Beide mannen hadden geen flauw benul van wat er nu echt in Frankrijk gebeurd was - en daarom projecteerden ze hun eigen denkbeelden maar op de Duitse doctrine. In de Verenigde Staten werd hun uitleg kritiekloos overgenomen.

#### De illusie van blitzkrieg
Door de Britse weigering vrede met hem te sluiten, zat Hitler nog steeds klem. Duitsland had geen toegang tot vele essentiële grondstoffen en aardolie; men was afhankelijk van Stalins leveranties. Hitler besloot beide landen op de knieën te dwingen. Het Verenigd Koninkrijk kon niet direct veroverd worden, maar wel uitgehongerd door een duikbootoorlog. Duitsland had nauwelijks duikboten en de Kriegsmarine begon aan een ambitieus U-boot-productieprogramma. Het leger protesteerde: iedere duikboot meer betekende vijftig tanks minder - en men had ook nauwelijks tanks. Het was het een of het ander: óf het Verenigd Koninkrijk verslaan, óf Rusland. Voor Hitler bood de blitzkrieg een uitweg uit dit dilemma. Als men met 600 middelzware tanks van eigen makelij Frankrijk kon verslaan, dan waren 1500 tanks voldoende voor het Rode Leger. De blitzkrieg garandeerde een snelle overwinning zonder groot materieelverlies. De verhoging van de tankproductie tot een niveau dat noodzakelijk was om een langdurige oorlog vol te houden, was daarmee overbodig geworden. Tegelijkertijd overtuigde Hitler zichzelf ervan dat hij de bedenker van de winnende strategie in Frankrijk geweest was. Ook deed hij alsof Guderians en Rommels eigenzinnige optreden door hem gepland was in plaats van belemmerd. Twijfel aan de bruikbaarheid van de toen door die twee toegepaste methode stond daarmee gelijk aan hoogverraad.

#### Stalins reactie
Voor Stalin betekende de val van Frankrijk het bankroet van zijn buitenlandse politiek. Hij had gehoopt de geallieerden en Duitsland tegen elkaar te kunnen uitspelen zodat ze hem met rust zouden laten. Misschien zou hij na het vastlopen van een Duits offensief in het westen zelfs zijn leveranties hebben durven staken zodat er in het hongerende Duitsland een revolutie zou zijn uitgebroken en hij risicoloos zijn macht had kunnen uitbreiden. Maar nu was hij zelf aan de beurt. Hoe kon hij een blitzkrieg tegenhouden?
Analyses door de Russische tactici hielden het erop dat de Fransen twee fundamentele fouten hadden gemaakt:
- Ze hadden vertrouwd op een lineaire verdediging in zwaar versterkte stellingen.
- Ze hadden geen sterke pantserreserves achter de hand gehouden om een al te brutale opmars af te straffen met hinderlaag, omsingeling en vernietiging.

De Sovjets meenden deze fouten eenvoudig te kunnen vermijden. Ze hoefden alleen maar terug te keren tot hun oude verdedigingstactiek. De hoofdmassa van het leger moest mobiel worden gehouden. Het achter de hand houden van pantserreserves was voor de Sovjet-Unie ook al geen probleem: het land had zoveel tanks dat men ze niet eens allemaal tegelijk had kúnnen inzetten, al had men het gewild. Men besloot maar liefst 31 gemechaniseerde korpsen op te richten, ieder met meer dan duizend tanks. Hiervoor moesten de infanteriedivisies al hun tanks weer afstaan.

### De triomf van de blitzkrieg
In de eerste helft van 1941 leek het erop dat blitzkrieg de grote verwachtingen die de revolutionaire tactiek gewekt had, volledig waar kon maken. Generaal Archibald Wavell versloeg met een gewaagde opmars de Italianen in Libië - en daarna versloeg Erwin Rommel daar de Britten weer met een manoeuvre die nog riskanter was. De Duitsers veroverden in een maand Joegoslavië en Griekenland. En toen volgde Operatie Barbarossa. Eind juli waren vier pantserlegers in een tijdsbestek van vier weken vele honderden kilometers diep in de Sovjet-Unie doorgedrongen en hadden gigantische Sovjetlegers omsingeld. De opmars van de blitzkrieg leek onstuitbaar.

### De zeepbel spat uiteen
Deze successen verheelden echter dat de tactiek slechts kon werken onder zeer speciale omstandigheden. De legers van Italië, Joegoslavië en Griekenland waren zeer zwakke strijdmachten. Frankrijk had een enorme strategische blunder gemaakt. De strategie van het Rode Leger die de blitzkrieg had moeten tegenhouden, speelde hem juist in de kaart: de Duitsers hoefden opnieuw geen tanks te verspillen aan doorbraken; met hun superieure operationele bekwaamheden wonnen ze iedere tankslag en het Rode Leger had nog steeds onvoldoende vrachtwagens zodat de gemechaniseerde korpsen niet adequaat bevoorraad konden worden.
Maar juist dit ogenschijnlijk zo gunstige moment toonde dat de blitzkrieg geen garantie bood voor het ineenstorten van de vijand - maar dat dit laatste juist een voorwaarde was voor het welslagen ervan. De ingesloten Sovjetlegers moesten met kostbare Kesselschlachten vernietigd worden. Dat kostte veel tijd en voorraden. De Duitse infanteriedivisies moesten eerst een maand op krachten komen voordat ze de opmars konden voortzetten. De pantserdivisies konden niet alleen oprukken, want ook het Sovjetsysteem als geheel stortte niet ineen. De oorlog zou nog jaren duren. Toen Hitler toch nog een snelle overwinning probeerde te forceren, kostte hem dit voor Moskou een groot deel van zijn leger.

### Terugkeer naar de klassieke doctrine
Duitsland poogde vergeefs de blitzkrieg nieuw leven in te blazen. De aanval op Stalingrad werd een mislukking. De Slag om Koersk, waar het de grootste Duitse concentratie van tanks uit de hele oorlog niet lukte om tot een uitbraak te komen, betekende het einde van de blitzkrieg.
Van hun kant hoedden de geallieerden zich ervoor met pantsereenheden al te stoutmoedig op te rukken. De Duitsers waren te goede tactici om dat niet af te straffen. En dus beperkte men zich maar tot een normale gemechaniseerde bewegingsoorlog met consolidatie en Kesselschlacht. Men was terug bij af.

## Na de oorlog

### De mythe van de blitzkrieg
Na afloop van de oorlog publiceerde Liddell Hart een boek, The History of the Second World War waarin hij zijn interpretatie van de gebeurtenissen nog eens samenvatte. Deze codificatie werd door de meeste historici en populair-wetenschappelijke schrijvers over de oorlog overgenomen en aangevuld zodat er een standaardverhaal ontstond. De meeste professionele tactici vonden echter deze gangbare interpretatie op zeer veel punten uiterst problematisch:
- De werken van Fuller en Liddell Hart zouden een grote invloed gehad hebben op de Duitse tactici.
- Er wordt geen onderscheid gemaakt tussen een gemechaniseerde bewegingsoorlog en echte blitzkrieg.
- De doctrine van Duitsland en de andere landen wordt als fundamenteel verschillend gezien: die van Duitsland wordt aan blitzkrieg gelijkgesteld; die van de andere aan tactieken uit de Eerste Wereldoorlog.
- De klemtoon die in alle landen gelegd werd op een nauwe samenwerking tussen tanks, infanterie en artillerie wordt bij Duitsland geïnterpreteerd als een moderne verbonden-wapenentactiek; bij de andere als een ondergeschikt maken van de tank.
- De arbeidsverdeling tussen infanterie- en cavalerietanks wordt niet herkend als een poging tot modernisering maar beschouwd als een terugval in oude tactieken.
- Er wordt geen onderscheid gemaakt tussen motorisering en mechanisering.
- Men beweert dat Heinz Guderian (of zelfs Charles de Gaulle) al voor de oorlog een echte blitzkriegtactiek propageerde.
- De opbouw van de Duitse strijdkrachten wordt geduid als gericht op het uitvoeren van een echte blitzkrieg.
- De Duitse afwijzing van het gebruik van tanks voor de doorbraak wordt verzwegen.
- Er is geen aandacht voor de grote kwantitatieve en kwalitatieve achterstand van de Duitse tankproductie.
- Er is geen verklaring hoe het mogelijk is dat een leger dat blitzkrieg als zijn officiële doctrine heeft, eerst een plan opstelt om de vijand in België frontaal aan te vallen.
- Het conflict tussen Guderian en het Duitse Opperbevel valt slecht te begrijpen als men ervan uitgaat dat beide dezelfde doctrine aanhangen.
- Guderians claim van na de oorlog dat hij de uitvinder van de blitzkrieg was, moet als loos gepoch worden afgedaan.
- De Russische verdediging zou mislukt zijn, omdat zij lineair was net als de Franse.
- Het uiteindelijke mislukken van de blitzkrieg zou niet het gevolg zijn van een fundamentele zwakte in de doctrine, maar van technologische ontwikkelingen zoals de antitankmijn en het antitankkanon.

Hoewel dit standaardverhaal op al deze punten met de historische waarheid in strijd was, nam de populariteit ervan alleen maar toe. Van militaire zijde deed men geen moeite het te ontkrachten. Het verhaal was eenvoudig en aansprekend en kon dus goed dienen om de lagere rangen te instrueren. Daarbij ondersteunde het de sterk overdreven voorstelling van de conventionele gevechtskracht van het Warschaupact die gebruikt werd om te voorkomen dat de defensie-uitgaven van het Westen onder een kritiek niveau zouden komen. De gelijkstelling van blitzkrieg met moderne oorlogvoering was in die tijd zo sterk dat zelfs de Zesdaagse Oorlog als een typisch voorbeeld werd gezien, hoewel die — afgezien van de verrassingsaanval op de vliegvelden — precies het tegenovergestelde inhield: het Israëlische leger viel de Arabische stellingen juist frontaal aan.
De afgelopen twintig jaar echter is door schrijvers als Bryan Fugate, Viktor Suvorov voor wat betreft Operatie Barbarossa en luitenant-kolonel Karl-Heinz Frieser en James Holland ten aanzien van Fall Gelb een poging ondernomen om ook bij het grote publiek de "Mythe van de blitzkrieg" te ontmaskeren; de traagheid van het traditionele verhaal is echter nog lang niet overwonnen.

## Blitz op Londen
In het Verenigd Koninkrijk heeft het afgeleide woord Blitz een bijzondere en lugubere betekenis. Op 7 september 1940 begon Duitsland een aanhoudende serie bombardementen op Londen. Het grootste deel van de bevolking weigerde te vluchten en gedurende vele weken verscholen 177.000 mensen zich in de ondergrondse stations van de underground. 30.000 mensen werden gedood en 100.000 huizen en een derde deel van Londen werden vernield, vooral in de wijk East End.
Het idee om de vijand door langdurige bombardementen van burgerdoelen tot overgave te dwingen, is het omgekeerde van een "bliksemoorlog"; alles wat in 1940 van Duitse zijde aangericht werd, zag men nu echter in het kader van de blitzkrieg.